# Írország a 2020. évi nyári olimpiai játékokon
Írország a japán Tokióban megrendezett 2020. évi nyári olimpiai játékok egyik részt vevő nemzete. Az országot 19 sportágban 116 sportoló képviselte, akik összesen 4 érmet szereztek.

## Érmesek
| Érem  | Versenyző                                             | Sportág   | Versenyszám                    |
| ----- | ----------------------------------------------------- | --------- | ------------------------------ |
| Arany | Paul O'Donovan Fintan McCarthy                        | Evezés    | Férfi könnyűsúlyú kétpárevezős |
| Arany | Kellie Harrington                                     | Ökölvívás | Női könnyűsúly                 |
| Bronz | Aifric Keogh Eimear Lambe Fiona Murtagh Emily Hegarty | Evezés    | Női kormányos nélküli négyes   |
| Bronz | Aidan Walsh                                           | Ökölvívás | Férfi váltósúly                |

## Atlétika

### Férfi
| Versenyző        | Versenyszám     | Előfutam      | Előfutam      | Elődöntő | Elődöntő | Döntő   | Döntő    |
| Versenyző        | Versenyszám     | Idő           | Hely.         | Idő      | Hely.    | Idő     | Helyezés |
| ---------------- | --------------- | ------------- | ------------- | -------- | -------- | ------- | -------- |
| Marcus Lawler    | 200 m           | 20,73         | 6.            | kiesett  | kiesett  | kiesett | kiesett  |
| Leon Reid        | 200 m           | 20,53         | 5.            | 20,54    | 7.       | kiesett | kiesett  |
| Mark English     | 800 m           | 1:46,75       | 4.            | kiesett  | kiesett  | kiesett | kiesett  |
| Andrew Coscoran  | 1500 m          | 3:37,11       | 8.            | 3:35,84  | 10.      | kiesett | kiesett  |
| Thomas Barr      | 400 m gát       | 49,02         | 2.            | 48,26    | 4.       | kiesett | kiesett  |
| David Kenny      | 20 km gyaloglás |               |               |          |          | 1:26:54 | 29.      |
| Brendan Boyce    | 50 km gyaloglás | 3:53:40       | 10.           |          |          |         |          |
| Alex Wright      | 50 km gyaloglás | 4:06:20       | 29.           |          |          |         |          |
| Paul Pollock     | Maraton         | 2:27:48       | 71.           |          |          |         |          |
| Stephen Scullion | Maraton         | nem ért célba | nem ért célba |          |          |         |          |
| Kevin Seaward    | Maraton         | 2:21:45       | 58.           |          |          |         |          |

### Női
| Versenyző               | Versenyszám    | Előfutam | Előfutam | Elődöntő | Elődöntő | Döntő         | Döntő         |
| Versenyző               | Versenyszám    | Idő      | Hely.    | Idő      | Hely.    | Idő           | Helyezés      |
| ----------------------- | -------------- | -------- | -------- | -------- | -------- | ------------- | ------------- |
| Phil Healy              | 200 m          | 23,21    | 5.       | kiesett  | kiesett  | kiesett       | kiesett       |
| Phil Healy              | 400 m          | 51,98    | 4.       | kiesett  | kiesett  | kiesett       | kiesett       |
| Síofra Cléirigh Büttner | 800 m          | 2:04,62  | 7.       | kiesett  | kiesett  | kiesett       | kiesett       |
| Nadia Power             | 800 m          | 2:03,74  | 7.       | kiesett  | kiesett  | kiesett       | kiesett       |
| Louise Shanahan         | 800 m          | 2:03,57  | 7.       | kiesett  | kiesett  | kiesett       | kiesett       |
| Sarah Healy             | 1500 m         | 4:09,78  | 11.      | kiesett  | kiesett  | kiesett       | kiesett       |
| Ciara Mageean           | 1500 m         | 4:07,29  | 10.      | kiesett  | kiesett  | kiesett       | kiesett       |
| Sarah Lavin             | 100 m gát      | 13,16    | 7.       | kiesett  | kiesett  | kiesett       | kiesett       |
| Michelle Finn           | 3000 m akadály | 9:36,26  | 9.       |          |          | kiesett       | kiesett       |
| Eilish Flanagan         | 3000 m akadály | 9:34,86  | 12.      | kiesett  | kiesett  |               |               |
| Aoife Cooke             | Maraton        |          |          |          |          | nem ért célba | nem ért célba |
| Fionnuala McCormack     | Maraton        | 2:34:09  | 25.      |          |          |               |               |

### Vegyes
| Versenyző                                              | Versenyszám | Előfutam | Előfutam | Döntő   | Döntő    |
| Versenyző                                              | Versenyszám | Idő      | Hely.    | Idő     | Helyezés |
| ------------------------------------------------------ | ----------- | -------- | -------- | ------- | -------- |
| Sophie Becker Cillín Greene Phil Healy Chris O'Donnell | 4 × 400 m   | 3:12,88  | 4.       | 3:15,04 | 8.       |

## Cselgáncs
| Versenyző         | Versenyszám        | 32-es főtábla          | Nyolcaddöntő | Negyeddöntő | Elődöntő | Vigaszág elődöntő | Bronz- mérkőzés | Döntő   | Helyezés |
| ----------------- | ------------------ | ---------------------- | ------------ | ----------- | -------- | ----------------- | --------------- | ------- | -------- |
| Benjamin Fletcher | Férfi félnehézsúly | Hurramov (UZB) · 00–01 | kiesett      | kiesett     | kiesett  | kiesett           | kiesett         | kiesett | kiesett  |
| Megan Fletcher    | Női középsúly      | Polleres (AUT) · 00–01 | kiesett      | kiesett     | kiesett  | kiesett           | kiesett         | kiesett | kiesett  |

## Evezés

### Férfi
| Versenyző                      | Versenyszám              | Előfutam | Előfutam | Vigaszág | Vigaszág | Elődöntő | Elődöntő | Elődöntő | Döntő | Döntő   | Döntő | Helyezés |
| Versenyző                      | Versenyszám              | Idő      | Hely.    | Idő      | Hely.    | Típus    | Idő      | Hely.    | Típus | Idő     | Hely. | Helyezés |
| ------------------------------ | ------------------------ | -------- | -------- | -------- | -------- | -------- | -------- | -------- | ----- | ------- | ----- | -------- |
| Ronan Byrne Philip Doyle       | Kétpárevezős             | 6:14,40  | 4.       | 6:29,90  | 3.       | A/B      | 6:49,06  | 6.       | B     | 6:16,89 | 4.    | 10.      |
| Paul O'Donovan Fintan McCarthy | Könnyűsúlyú kétpárevezős | 6:23,74  | 1.       |          |          | A/B      | 6:05,33  | 1.       | A     | 6:06,43 | 1.    | Arany    |

### Női
| Versenyző                                             | Versenyszám              | Előfutam | Előfutam | Vigaszág | Vigaszág | Negyeddöntő | Negyeddöntő | Elődöntő | Elődöntő | Elődöntő | Döntő      | Döntő      | Döntő      | Helyezés |
| Versenyző                                             | Versenyszám              | Idő      | Hely.    | Idő      | Hely.    | Idő         | Hely.       | Típus    | Idő      | Hely.    | Típus      | Idő        | Hely.      | Helyezés |
| ----------------------------------------------------- | ------------------------ | -------- | -------- | -------- | -------- | ----------- | ----------- | -------- | -------- | -------- | ---------- | ---------- | ---------- | -------- |
| Sanita Pušpure                                        | Egypárevezős             | 7:46,08  | 1.       |          |          | 7:58,30     | 1.          | A/B      | 7:34,40  | 5.       | nem indult | nem indult | nem indult | 12.      |
| Aoife Casey Margaret Cremen                           | Könnyűsúlyú kétpárevezős | 7:17,67  | 5.       | 7:23,46  | 3.       |             |             | A/B      | 6:49,24  | 5.       | B          | 6:49,90    | 2.         | 8.       |
| Aileen Crowley Monika Dukarska                        | Kétpárevezős             | 7:23,71  | 4.       | 7:31,00  | 3.       |             |             | A/B      | 7:06,07  | 5.       | B          | 7:02,22    | 5.         | 11.      |
| Aifric Keogh Eimear Lambe Fiona Murtagh Emily Hegarty | Kormányos nélküli négyes | 6:28,94  | 2.       |          |          |             |             |          |          |          | A          | 6:20,48    | 3.         | Bronz    |

## Golf

### Férfi
| Versenyző    | Versenyszám | 1. forduló | 2. forduló | 3. forduló | 4. forduló | Összesen | Összesen | Összesen |
| Versenyző    | Versenyszám | Pont       | Pont       | Pont       | Pont       | Pontszám | Par      | Helyezés |
| ------------ | ----------- | ---------- | ---------- | ---------- | ---------- | -------- | -------- | -------- |
| Shane Lowry  | Egyéni      | 70         | 65         | 68         | 70         | 274      | −10      | 22.      |
| Rory McIlroy | Egyéni      | 69         | 66         | 67         | 67         | 269      | −15      | 4.       |

### Női
| Versenyző        | Versenyszám | 1. forduló | 2. forduló | 3. forduló | 4. forduló | Összesen | Összesen | Összesen |
| Versenyző        | Versenyszám | Pont       | Pont       | Pont       | Pont       | Pontszám | Par      | Helyezés |
| ---------------- | ----------- | ---------- | ---------- | ---------- | ---------- | -------- | -------- | -------- |
| Leona Maguire    | Egyéni      | 71         | 67         | 70         | 71         | 279      | −5       | 23.      |
| Stephanie Meadow | Egyéni      | 72         | 66         | 68         | 66         | 272      | −12      | 7.       |

## Gyeplabda

### Női
Keret
| Ír női gyeplabdacsapat-játékoskeret | Ír női gyeplabdacsapat-játékoskeret |
| --- | --- |
| - Ayeisha McFerran - Chloe Watkins - Hannah Matthews - Sarah Torrans - Nicola Daly - Róisín Upton - Hannah McLoughlin - Deirdre Duke - Kathryn Mullan | - Shirley McCay - Sarah Hawkshaw - Elena Tice - Naomi Carroll - Elizabeth Holden - Sarah McAuley - Anna O'Flanagan - Michelle Carey - Zara Malseed |

#### Eredmények
Csoportkör
| Hely. | Csapat                        | M | Gy | D | V | G+ | G– | Gk  | P  | Továbbjutás |
| ----- | ----------------------------- | - | -- | - | - | -- | -- | --- | -- | ----------- |
| 1.    | Hollandia (NED)               | 5 | 5  | 0 | 0 | 18 | 2  | +16 | 15 | Negyeddöntő |
| 2.    | Németország (GER)             | 5 | 4  | 0 | 1 | 13 | 7  | +6  | 12 | Negyeddöntő |
| 3.    | Nagy-Britannia (GBR)          | 5 | 3  | 0 | 2 | 11 | 5  | +6  | 9  | Negyeddöntő |
| 4.    | India (IND)                   | 5 | 2  | 0 | 3 | 7  | 14 | −7  | 6  | Negyeddöntő |
| 5.    | Írország (IRL)                | 5 | 1  | 0 | 4 | 4  | 11 | −7  | 3  |             |
| 6.    | Dél-afrikai Köztársaság (RSA) | 5 | 0  | 0 | 5 | 5  | 19 | −14 | 0  |             |

| 2021. július 24. 21:15 (14:15) | Írország (IRL)         | 2–0         | Dél-afrikai Köztársaság (RSA) | Játékvezetők: Kelly Hudson (NZL) Emi Yamada (JPN) |
| 2021. július 24. 21:15 (14:15) | Upton 9' · Torrans 45' | Jegyzőkönyv |                               | Játékvezetők: Kelly Hudson (NZL) Emi Yamada (JPN) |

| 2021. július 26. 10:00 (03:00) | Hollandia (NED)                                     | 4–0         | Írország (IRL) | Játékvezetők: Michelle Meister (GER) Liu Hsziao-jing (Liu Xiaoying) (CHN) |
| 2021. július 26. 10:00 (03:00) | Albers 8' · Pheninckx 49' · Leurink 50' · Matla 56' | Jegyzőkönyv |                | Játékvezetők: Michelle Meister (GER) Liu Hsziao-jing (Liu Xiaoying) (CHN) |

| 2021. július 28. 12:15 (05:15) | Németország (GER)                           | 4–2         | Írország (IRL)            | Játékvezetők: Michelle Joubert (RSA) Sarah Wilson (GBR) |
| 2021. július 28. 12:15 (05:15) | Altenburg 10', 42' · Pieper 20' · Hauke 55' | Jegyzőkönyv | Tice 42' · McLoughlin 51' | Játékvezetők: Michelle Joubert (RSA) Sarah Wilson (GBR) |

| 2021. július 30. 11:45 (04:45) | Írország (IRL) | 0–1         | India (IND) | Játékvezetők: Aleisha Neumann (AUS) Annelize Rostron (RSA) |
| 2021. július 30. 11:45 (04:45) |                | Jegyzőkönyv | Navneet 57' | Játékvezetők: Aleisha Neumann (AUS) Annelize Rostron (RSA) |

| 2021. július 31. 20:45 (13:45) | Írország (IRL) | 0–2         | Nagy-Britannia (GBR)      | Játékvezetők: Carolina de la Fuente (ARG) Emi Yamada (JPN) |
| 2021. július 31. 20:45 (13:45) |                | Jegyzőkönyv | Townsend 17' · Martin 32' | Játékvezetők: Carolina de la Fuente (ARG) Emi Yamada (JPN) |

| Csapat         | Helyezés |
| -------------- | -------- |
| Írország (IRL) | 10.      |

## Kajak-kenu

### Szlalom
| Versenyző  | Versenyszám | Selejtező | Selejtező | Selejtező | Selejtező | Selejtező     | Selejtező     | Elődöntő | Elődöntő | Döntő   | Döntő    |
| Versenyző  | Versenyszám | 1. futam  | 1. futam  | 2. futam  | 2. futam  | Jobb eredmény | Jobb eredmény | Elődöntő | Elődöntő | Döntő   | Döntő    |
| Versenyző  | Versenyszám | Pont      | Hely.     | Pont      | Hely.     | Pont          | Hely.         | Pont     | Hely.    | Pont    | Helyezés |
| ---------- | ----------- | --------- | --------- | --------- | --------- | ------------- | ------------- | -------- | -------- | ------- | -------- |
| Liam Jegou | Férfi C-1   | 174,57    | 18.       | 104,40    | 9.        | 104,40        | 11.           | 208,39   | 15.      | kiesett | kiesett  |

## Kerékpározás

### Országúti
| Versenyző      | Versenyszám         | Idő        | Helyezés |
| -------------- | ------------------- | ---------- | -------- |
| Eddie Dunbar   | Férfi mezőnyverseny | 6:21:46    | 76.      |
| Dan Martin     | Férfi mezőnyverseny | 6:09:04    | 16.      |
| Nicholas Roche | Férfi mezőnyverseny | 6:21:46    | 75.      |
| Nicholas Roche | Férfi időfutam      | 1:01:23,13 | 28.      |

### Pálya-kerékpározás
| Versenyző   | Versenyszám  | Scratch | Scratch | Tempo verseny | Tempo verseny | Kieséses verseny | Kieséses verseny | Pontverseny | Pontverseny | Össz. pont | Hely |
| Versenyző   | Versenyszám  | Hely    | Pont    | Hely          | Pont          | Hely             | Pont             | Hely        | Pont        | Össz. pont | Hely |
| ----------- | ------------ | ------- | ------- | ------------- | ------------- | ---------------- | ---------------- | ----------- | ----------- | ---------- | ---- |
| Mark Downey | Férfi omnium | 16.     | 10      | 19.           | 4             | 19.              | 4                | 9.          | 0           | 18         | 17.  |
| Emily Kay   | Női omnium   | 13.     | 16      | 13.           | 16            | 9.               | 24               | 15.         | 0           | 56         | 13.  |

| Versenyző                  | Versenyszám   | Pont          | Hely          |
| -------------------------- | ------------- | ------------- | ------------- |
| Mark Downey Felix English  | Férfi madison | nem ért célba | nem ért célba |
| Emily Kay Shannon McCurley | Női madison   | nem ért célba | nem ért célba |

## Lovaglás

### Díjlovaglás
| Versenyző      | Ló      | Versenyszám | 1. kör | 1. kör | 2. kör  | 3. kör  | Végeredmény | Végeredmény |
| Versenyző      | Ló      | Versenyszám | Pont   | Hely.  | Pont    | Pont    | Pont        | Helyezés    |
| -------------- | ------- | ----------- | ------ | ------ | ------- | ------- | ----------- | ----------- |
| Heike Holstein | Sambuca | Egyéni      | 68,432 | 37.    | kiesett | kiesett | kiesett     | kiesett     |

### Lovastusa
| Versenyző                              | Ló                                        | Versenyszám | Díjlovaglás | Díjlovaglás | Tereplovaglás | Tereplovaglás | Tereplovaglás | Díjugratás | Díjugratás  | Díjugratás | Díjugratás | Végeredmény | Végeredmény |
| Versenyző                              | Ló                                        | Versenyszám | Díjlovaglás | Díjlovaglás | Tereplovaglás | Tereplovaglás | Tereplovaglás | Selejtező  | Selejtező   | Selejtező  | Döntő      | Végeredmény | Végeredmény |
| Versenyző                              | Ló                                        | Versenyszám | Bünt.       | Hely.       | Bünt.         | Bünt. össz.   | Hely.         | Bünt.      | Bünt. össz. | Hely.      | Bünt.      | Bünt.       | Helyezés    |
| -------------------------------------- | ----------------------------------------- | ----------- | ----------- | ----------- | ------------- | ------------- | ------------- | ---------- | ----------- | ---------- | ---------- | ----------- | ----------- |
| Sarah Ennis                            | Woodcourt Garrison                        | Egyéni      | 38,10       | 50.         | 37,60         | 75,70         | 41.           | 4,00       | 79,70       | 36.        | kiesett    | 79,70       | 36.         |
| Austin O'Connor                        | Colorado Blue                             | Egyéni      | 38,00       | 49.         | 0,00          | 38,00         | 20.           | 4,00       | 42,00       | 18.        | 4,00       | 46,00       | 13.         |
| Sam Watson                             | Flamenco                                  | Egyéni      | 34,30       | 38.         | 13,00         | 47,30         | 31.           | 8,00       | 55,30       | 30.        | kiesett    | 55,30       | 30.         |
| Sarah Ennis Austin O'Connor Sam Watson | Woodcourt Garrison Colorado Blue Flamenco | Csapat      | 110,40      | 13.         | 50,60         | 161,00        | 8.            | 16,00      | 177,00      | 8.         |            | 177,00      | 8.          |

### Díjugratás
| Versenyző                                  | Ló                              | Versenyszám | Selejtező | Selejtező | Döntő   | Döntő   | Végeredmény | Végeredmény |
| Versenyző                                  | Ló                              | Versenyszám | Bünt.     | Hely.     | Bünt.   | Hely.   | Bünt.       | Helyezés    |
| ------------------------------------------ | ------------------------------- | ----------- | --------- | --------- | ------- | ------- | ----------- | ----------- |
| Bertram Allen                              | Pacino Amiro                    | Egyéni      | 0         | =1.       | 8       | 15.     | 8           | 15.         |
| Darragh Kenny                              | Cartello                        | Egyéni      | 0         | =1.       | 8       | 17.     | 8           | 17.         |
| Cian O'Connor                              | Kilkenny                        | Egyéni      | 0         | =1.       | 1       | =7.     | 1           | =7.         |
| Shane Sweetnam Bertram Allen Darragh Kenny | Alejandro Pacino Amiro Cartello | Csapat      | kiesett   | 17.       | kiesett | kiesett | kiesett     | kiesett     |

## Műugrás
| Versenyző      | Versenyszám            | Selejtező | Selejtező | Elődöntő | Elődöntő | Döntő   | Döntő   |
| Versenyző      | Versenyszám            | Pont      | Hely.     | Pont     | Hely.    | Pont    | Hely.   |
| -------------- | ---------------------- | --------- | --------- | -------- | -------- | ------- | ------- |
| Oliver Dingley | Férfi egyéni műugrás   | 335,00    | 25.       | kiesett  | kiesett  | kiesett | kiesett |
| Tanya Watson   | Női egyéni toronyugrás | 289,40    | 16.       | 278,15   | 15.      | kiesett | kiesett |

## Ökölvívás

### Férfi
| Versenyző      | Versenyszám  | Selejtező            | Nyolcaddöntő             | Negyeddöntő       | Elődöntő                     | Döntő   | Helyezés |
| -------------- | ------------ | -------------------- | ------------------------ | ----------------- | ---------------------------- | ------- | -------- |
| Brendan Irvine | Légsúly      | Paalam (PHI) · 1–4   | kiesett                  | kiesett           | kiesett                      | kiesett | kiesett  |
| Kurt Walker    | Pehelysúly   | Quiles (ESP) · 5–0   | Mirzahalilov (UZB) · 4–1 | Ragan (USA) · 2–3 | kiesett                      | kiesett | kiesett  |
| Aidan Walsh    | Váltósúly    |                      | Mengue (CMR) · 5–0       | Clair (MRI) · 4–1 | McCormack (GBR) · leléptetés | kiesett | Bronz    |
| Emmett Brennan | Félnehézsúly | Ruzmetov (UZB) · 0–5 | kiesett                  | kiesett           | kiesett                      | kiesett | kiesett  |

### Női
| Versenyző         | Versenyszám | Nyolcaddöntő        | Negyeddöntő        | Elődöntő              | Döntő                | Helyezés |
| ----------------- | ----------- | ------------------- | ------------------ | --------------------- | -------------------- | -------- |
| Michaela Walsh    | Pehelysúly  | Testa (ITA) · 1–4   | kiesett            | kiesett               | kiesett              | kiesett  |
| Kellie Harrington | Könnyűsúly  | Nicoli (ITA) · 5–0  | Khelif (ALG) · 5–0 | Seesondee (THA) · 3–2 | Ferreira (BRA) · 5–0 | Arany    |
| Aoife O'Rourke    | Középsúly   | Li Kian (CHN) · 0–5 | kiesett            | kiesett               | kiesett              | kiesett  |

## Öttusa
| Versenyző     | Versenyszám | Vívás (V) | Vívás (V) | Úszás   | Úszás | Úszás | Bónusz vívás (B) | Bónusz vívás (B) | Bónusz vívás (B) | Lovaglás | Lovaglás | Lovaglás | Futás/Lövészet | Futás/Lövészet | Futás/Lövészet | Összesen    | Összesen |
| Versenyző     | Versenyszám | Eredmény  | Pont      | Idő     | Hely. | Pont  | Eredmény         | Pont             | V+B Hely.        | Hibapont | Hely.    | Pont     | Idő            | Hely.          | Pont           | Összes pont | Helyezés |
| ------------- | ----------- | --------- | --------- | ------- | ----- | ----- | ---------------- | ---------------- | ---------------- | -------- | -------- | -------- | -------------- | -------------- | -------------- | ----------- | -------- |
| Natalya Coyle | Női egyéni  | 23–12     | 238       | 2:13,88 | 13.   | 283   | 1–1              | 239              | 3.               | 66       | 28.      | 234      | 13:08:51       | 28.            | 512            | 1268        | 24.      |

## Rögbi
Keret
| Ír férfi rögbicsapat-játékoskeret                                                                         | Ír férfi rögbicsapat-játékoskeret                                                      |
| --- | -------------------------------------------------------------------------------------- |
| - Jack Kelly - Adam Leavy - Harry McNulty - Foster Horan - Ian Fitzpatrick - Billy Dardis - Jordan Conroy | - Greg O'Shea - Mark Roche - Terry Kennedy - Hugo Lennox - Gavin Mullin - Bryan Mollen |

Eredmények
Csoportkör
| Csapat                        | M | Gy | D | V | P+ | P– | Pk  | P |
| ----------------------------- | - | -- | - | - | -- | -- | --- | - |
| Dél-afrikai Köztársaság (RSA) | 3 | 3  | 0 | 0 | 64 | 31 | +33 | 9 |
| Egyesült Államok (USA)        | 3 | 2  | 0 | 1 | 50 | 48 | +2  | 7 |
| Írország (IRL)                | 3 | 1  | 0 | 2 | 43 | 59 | –16 | 5 |
| Kenya (KEN)                   | 3 | 0  | 0 | 3 | 26 | 45 | –19 | 3 |

| 2021. július 26. 11:00 (4:00) |        | Dél-afrikai Köztársaság (RSA) | 33–14 | Írország (IRL) |  | Ajinomoto Stadion, Tokió |
| 2021. július 26. 11:00 (4:00) | (14–7) |                               |       |                |  | Ajinomoto Stadion, Tokió |

| 2021. július 26. 18:30 (11:30) |        | Egyesült Államok (USA) | 19–17 | Írország (IRL) |  | Ajinomoto Stadion, Tokió |
| 2021. július 26. 18:30 (11:30) | (12–5) |                        |       |                |  | Ajinomoto Stadion, Tokió |

| 2021. július 27. 11:00 (4:00) |        | Kenya (KEN) | 7–12 | Írország (IRL) |  | Ajinomoto Stadion, Tokió |
| 2021. július 27. 11:00 (4:00) | (0–12) |             |      |                |  | Ajinomoto Stadion, Tokió |

9–12.helyért
| 2021. július 27. 16:30 (9:30) |        | Írország (IRL) | 31–0 | Dél-Korea (KOR) |  | Ajinomoto Stadion, Tokió |
| 2021. július 27. 16:30 (9:30) | (10–0) |                |      |                 |  | Ajinomoto Stadion, Tokió |

9.helyért
| 2021. július 28. 9:30 (2:30) |       | Írország (IRL) | 0–22 | Kenya (KEN) |  | Ajinomoto Stadion, Tokió |
| 2021. július 28. 9:30 (2:30) | (0–7) |                |      |             |  | Ajinomoto Stadion, Tokió |

## Sportlövészet
| Versenyző     | Versenyszám | Selejtező | Selejtező | Döntő   | Döntő    |
| Versenyző     | Versenyszám | Pont      | Helyezés  | Pont    | Helyezés |
| ------------- | ----------- | --------- | --------- | ------- | -------- |
| Derek Burnett | Férfi trap  | 118       | 26.       | kiesett | kiesett  |

## Taekwondo
| Versenyző    | Versenyszám   | Nyolcaddöntő         | Negyeddöntő | Elődöntő | Vigaszág elődöntő | Bronz- mérkőzés | Döntő   | Helyezés |
| ------------ | ------------- | -------------------- | ----------- | -------- | ----------------- | --------------- | ------- | -------- |
| Jack Woolley | Férfi légsúly | Guzmán (ARG) · 19–22 | kiesett     | kiesett  | kiesett           | kiesett         | kiesett | kiesett  |

## Tollaslabda
| Versenyző   | Versenyszám | Csoportkör                                                              | Hely | Nyolcaddöntő | Negyeddöntő | Elődöntő | Bronz- mérkőzés | Döntő   | Helyezés |
| ----------- | ----------- | ----------------------------------------------------------------------- | ---- | ------------ | ----------- | -------- | --------------- | ------- | -------- |
| Nhat Nguyen | Férfi egyes | Karunaratne (SRI) · 21–16;21–14 · Vang Cu-vej (TPE) · 12–21;21–18;12–21 | 2.   | kiesett      | kiesett     | kiesett  | kiesett         | kiesett | kiesett  |

## Torna
| Versenyző        | Versenyszám          | Selejtező | Selejtező | Döntő    | Döntő    |
| Versenyző        | Versenyszám          | Pontszám  | Helyezés  | Pontszám | Helyezés |
| ---------------- | -------------------- | --------- | --------- | -------- | -------- |
| Rhys McClenaghan | Férfi lólengés       | 15,266    | 2.        | 13,100   | 7.       |
| Megan Ryan       | Női talaj            | 13,200    | -         | kiesett  | kiesett  |
| Megan Ryan       | Női felemáskorlát    | 11,533    | 76.       | kiesett  | kiesett  |
| Megan Ryan       | Női gerenda          | 10,466    | 88.       | kiesett  | kiesett  |
| Megan Ryan       | Női ugrás            | 12,000    | 72.       | kiesett  | kiesett  |
| Megan Ryan       | Női egyéni összetett | 47,199    | 72.       | kiesett  | kiesett  |

## Triatlon
| Versenyző     | Versenyszám | 1,5 km úszás | Depózás 1 | 43 km kerékpározás | Depózás 2 | 10 km futás | Összesítés | Összesítés |
| Versenyző     | Versenyszám | Idő          | Idő       | Idő                | Idő       | Idő         | Idő        | Helyezés   |
| ------------- | ----------- | ------------ | --------- | ------------------ | --------- | ----------- | ---------- | ---------- |
| Russell White | Férfi       | 18:35        | 0:44      | 57:40              | 0:36      | 37:05       | 1:54:40    | 48.        |
| Carolyn Hayes | Női         | 20:10        | 0:43      | 1:06:04            | 0:30      | 34:43       | 2:02:10    | 23.        |

## Úszás

### Férfi
| Versenyző                                             | Versenyszám     | Előfutam   | Előfutam   | Előfutam   | Elődöntő | Elődöntő | Elődöntő | Döntő   | Döntő    |
| Versenyző                                             | Versenyszám     | Idő        | Hely.      | Össz.      | Idő      | Hely.    | Össz.    | Idő     | Helyezés |
| ----------------------------------------------------- | --------------- | ---------- | ---------- | ---------- | -------- | -------- | -------- | ------- | -------- |
| Darragh Greene                                        | 100 m mell      | 1:00,30    | 4.         | 29.        | kiesett  | kiesett  | kiesett  | kiesett | kiesett  |
| Darragh Greene                                        | 200 m mell      | 2:11,09    | 7.         | 23.        | kiesett  | kiesett  | kiesett  | kiesett | kiesett  |
| Brendan Hyland                                        | 200 m pillangó  | 1:57,09    | 3.         | 23.        | kiesett  | kiesett  | kiesett  | kiesett | kiesett  |
| Shane Ryan                                            | 100 m hát       | nem indult | nem indult | nem indult | kiesett  | kiesett  | kiesett  | kiesett | kiesett  |
| Shane Ryan                                            | 100 m pillangó  | 52,52      | 4.         | 37.        | kiesett  | kiesett  | kiesett  | kiesett | kiesett  |
| Daniel Wiffen                                         | 800 m gyors     | 7:51,65    | 1.         | 14.        |          |          |          | kiesett | kiesett  |
| Daniel Wiffen                                         | 1500 m gyors    | 15:07,69   | 1.         | 20.        | kiesett  | kiesett  |          |         |          |
| Brendan Hyland Finn McGeever Jack McMillan Shane Ryan | 4 × 200 m gyors | 7:15,48    | 8.         | 14.        | kiesett  | kiesett  |          |         |          |

### Női
| Versenyző     | Versenyszám    | Előfutam | Előfutam | Előfutam | Elődöntő | Elődöntő | Elődöntő | Döntő   | Döntő    |
| Versenyző     | Versenyszám    | Idő      | Hely.    | Össz.    | Idő      | Hely.    | Össz.    | Idő     | Helyezés |
| ------------- | -------------- | -------- | -------- | -------- | -------- | -------- | -------- | ------- | -------- |
| Danielle Hill | 50 m gyors     | 25,70    | 6.       | 33.      | kiesett  | kiesett  | kiesett  | kiesett | kiesett  |
| Danielle Hill | 100 m hát      | 1:00,86  | 3.       | 25.      | kiesett  | kiesett  | kiesett  | kiesett | kiesett  |
| Mona McSharry | 100 m mell     | 1:06,39  | 3.       | 9.       | 1:06,59  | 4.       | 8.       | 1:06,94 | 8.       |
| Mona McSharry | 200 m mell     | 2:25,08  | 2.       | 20.      | kiesett  | kiesett  | kiesett  | kiesett | kiesett  |
| Ellen Walshe  | 100 m pillangó | 59,35    | 1.       | 24.      | kiesett  | kiesett  | kiesett  | kiesett | kiesett  |
| Ellen Walshe  | 200 m vegyes   | 2:13,34  | 8.       | 19.      | kiesett  | kiesett  | kiesett  | kiesett | kiesett  |

## Vitorlázás
| Versenyző                     | Versenyszám      | Futam | Futam | Futam | Futam | Futam | Futam | Futam | Futam | Futam | Futam | Futam | Futam | Futam   | Pontszám | Helyezés |
| Versenyző                     | Versenyszám      | 1     | 2     | 3     | 4     | 5     | 6     | 7     | 8     | 9     | 10    | 11    | 12    | É       | Pontszám | Helyezés |
| ----------------------------- | ---------------- | ----- | ----- | ----- | ----- | ----- | ----- | ----- | ----- | ----- | ----- | ----- | ----- | ------- | -------- | -------- |
| Robert Dickson Sean Waddilove | Férfi 49er       | 1     | 12    | 11    | 13    | 20    | 20    | 8     | 18    | 8     | 3     | 17    | 1     | kiesett | 112      | 13.      |
| Annalise Murphy               | Női laser radial | 35    | 12    | 24    | 37    | 9     | 10    | 1     | 2     | 30    | 40    |       |       | kiesett | 160      | 18.      |